# Samuel van Houten
Samuel van Houten (Groningen, 17 februari 1837 – Den Haag, 14 oktober 1930) was een Nederlands liberaal politicus, die vooral bekend werd door het naar hem vernoemde "Kinderwetje van Van Houten" van 1874.

## Jeugd en vroege carrière
Samuel van Houten was de zoon van Derk van Houten, een doopsgezinde houthandelaar en liberaal lid van de Groningse gemeenteraad en provinciale staten, en Barbara Elisabeth Meihuizen. De schilderes Sientje van Houten, echtgenote van Hendrik Willem Mesdag, was zijn zus. Op 29 juni 1861 trad hij in het huwelijk met Elisabeth van Konijnenburg, met wie hij vijf dochters en twee zoons kreeg. Na haar overlijden op 16 juni 1872 hertrouwde hij op 3 juni 1873 met Hermine Leendertz, met wie hij een dochter en twee zoons kreeg.
In 1859 sloot Van Houten zijn rechtenstudie af met een dissertatie op het gebied van de staathuishoudkunde. Onderwerp was de economische theorie over 'de waarde'. In het proefschrift nam hij stelling tegen de ideeën van Adam Smith en David Ricardo. Na zijn promotie vestigde hij zich als advocaat in Groningen. Later combineerde hij zijn praktijk met het docentschap aan de Groningse Landbouwschool.
Na het overlijden van vader Derk in 1864 stelde Van Houten zich verkiesbaar voor de vrijgekomen plaats in de gemeenteraad. Hij werd verkozen. In 1867 volgde het wethouderschap. Bij een tussentijdse verkiezing in 1869 voor een vrijgekomen Groningse zetel was Van Houten kandidaat voor de Tweede Kamer. Tegenstander was het voormalig Kamerlid J. Dirks. Van Houten werd verkozen en zou 25 jaar Tweede Kamerlid blijven. Hoewel ook liberaal, gold Van Houten als een fel tegenstander van Thorbecke, die hij te conservatief vond. Zijn kritiek was zo weinig omfloerst, dat politiek commentator Joannes Buys Van Houten omschreef als een 'politiek moordenaar'.

## Kinderwetje en ministerschap
Hij werd vooral bekend door zijn Kinderwetje uit 1874 waarin bepaalde vormen van kinderarbeid werden verboden. Dit was de tweede sociale wet in Nederland, na de Armenwet in 1854. Zijn argumentatie voor zijn streven naar een corrigerende overheid berustte op economische motieven. Kinderarbeid zou roofbouw zijn op het nationaal productieve vermogen.
Van Houten was van mening dat de staat geen nivelleringspolitiek moest uitoefenen. Zijn sociale politiek was gestoeld op de visie dat de bovenklasse het staatsbestel en de economie zo hadden ingericht, dat louter zij hiervan profiteerden. Een voorbeeld hiervan was het door hem bekritiseerde coalitieverbod, dat arbeiders verbood zich te organiseren in vakbonden, om zo hun positie te versterken.

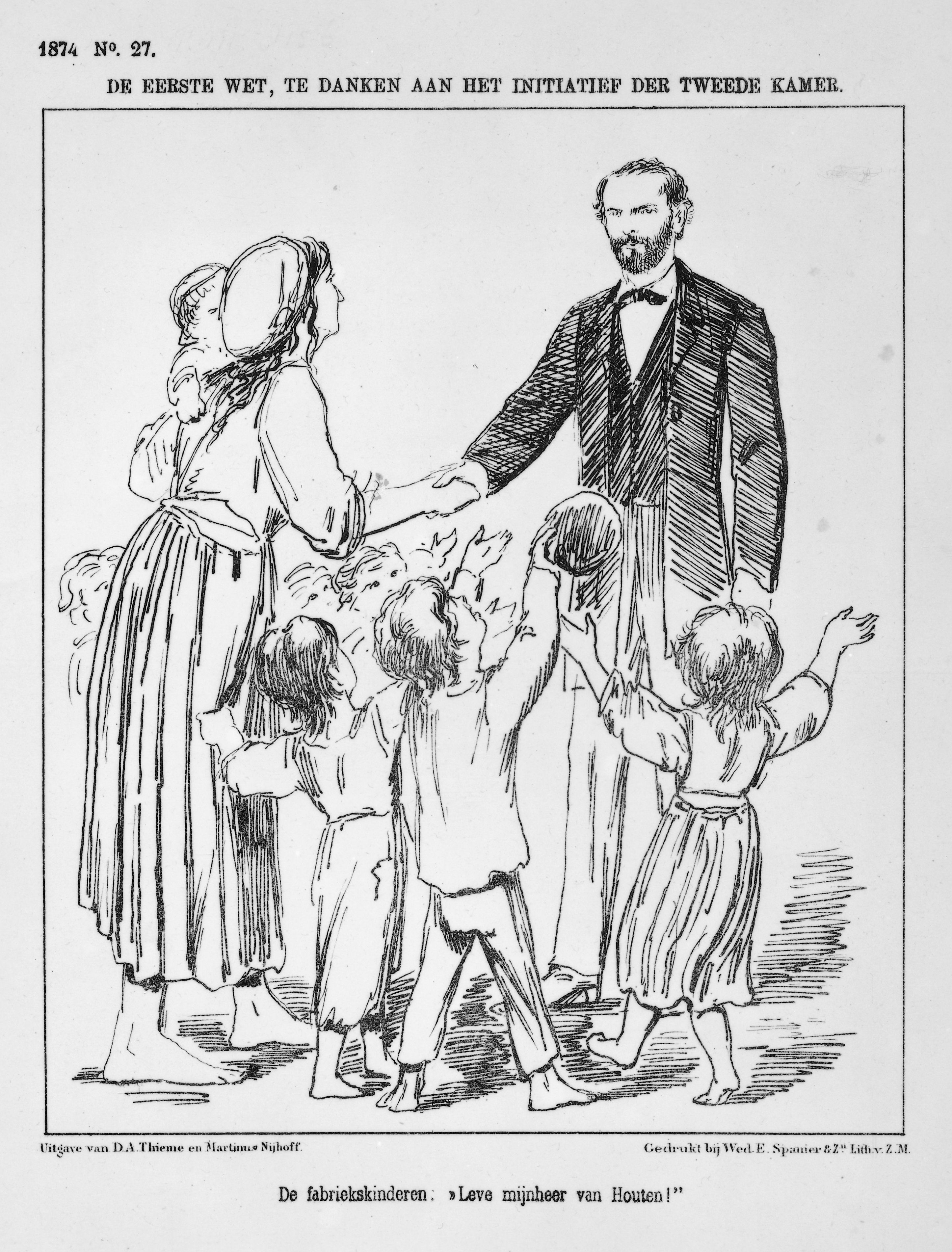
De fabriekskinderen: "Leve mijnheer van Houten", 1874, Elias Spanier.

In 1894 werd Van Houten minister van binnenlandse zaken in het kabinet-Röell, dat ook wel kabinet Röell-Van Houten wordt genoemd. Zijn voorganger Tak van Poortvliet was gestruikeld over zijn poging het kiesrecht uit te breiden, wat een zwaar bediscussieerd thema in de verkiezingscampagne zou zijn. Van Houten was de voornaamste tegenstander geweest van Tak. Hij verweet Tak met zijn kiesrecht-ontwerp buiten de kaders van de grondwet te treden. Zelf bracht hij als minister in 1896 een nieuwe kieswet tot stand. Deze was weliswaar minder verregaand dan Taks wetsvoorstel, maar verleende wel het stemrecht aan de helft van de mannelijke volwassenen (boven 25 jaar). Deze uitbreiding was een flinke stap op weg naar het algemeen kiesrecht. De kieswet-Van Houten was gebaseerd op een zogenaamd attributief kiesrecht, waarbij men stemrecht kon verkrijgen op basis van de belasting die men had betaald, maar ook op basis van het dienstverband dat men had, de woning die men bewoonde of het soort beroep dat men beoefende.
Van Houten was zijn leven lang een actief publicist. Zo schreef hij onregelmatig verschijnende 'staatkundige brieven', waarin hij zijn visie op politieke ontwikkelingen gaf. Zijn voornaamste publicaties werden gebundeld in Bijdragen aan den strijd over God, eigendom en familie. Het boek werd door Multatuli geroemd, al vond de schrijver het 'stinken naar de academie' door de vele verwijzingen naar andere auteurs. Daarnaast publiceerde hij tussen 1903 en 1915 zijn politieke autobiografie in vijf delen.

## Later leven
Toen in 1921 een zevental liberale groeperingen samenkwam in de Vrijheidsbond, bleef Van Houten daarbuiten. Hij richtte een nieuwe Liberale Partij op. De partij wist één zetel te halen, maar vanwege zijn hoge leeftijd van 85 jaar nam Van Houten deze zelf niet in. De zetel ging naar de nummer twee van de lijst, de econome Lizzy van Dorp. Van Dorp werd zo de eerste vrouwelijke fractieleider in Nederland. Met haar stem droeg ze bij aan de verwerping van de Vlootwet in 1923.
Van Houten overleed in Den Haag op 93-jarige leeftijd. Hij ligt begraven op begraafplaats Oud Eik en Duinen.